# تعدد الزوجات في النجير
الزواج عبر تعدد الزوجات يتم الاعتراف به في النيجر بموجب القانون العرفي. كان التعدد موجودا بين السكان الأصليين ولكن تم تعميمه بشكل كبير بعد استكشاف المبشرين الفرنسيين للمنطقة في عام 1901. واليوم، يقدر أن أكثر من ثلث النساء النيجيريات متزوجات عبر تعدد الزوجات.